# 新井哲二
新井 哲二（あらい てつじ、1944年（昭和19年）2月10日 - ）は、日本の政治家。元香川県丸亀市長、日本財団評議員。

## 略歴
- 1966年（昭和41年）　拓殖大学商学部貿易学科卒業
- 1991年（平成3年）　香川県丸亀市（旧制）議会議員当選
- 2003年（平成15年）　丸亀市長（旧制）当選
- 2005年（平成17年）　丸亀市長（現）当選
- 2009年（平成21年）　丸亀市長再選